# Alchemilla kackarensis
Alchemilla kackarensis är en rosväxtart som beskrevs av H. Kalheber. Alchemilla kackarensis ingår i släktet daggkåpor, och familjen rosväxter. Inga underarter finns listade i Catalogue of Life.